# Misión: La cima
Misión: La cima es el segundo extended play del cantante puertorriqueño Vico C en colaboración con DJ Negro, lanzado el 30 de octubre de 1990 por Prime Records. El álbum se convirtió en su primer éxito internacional más allá del Caribe y marcó un hito en la internacionalización del rap en español, sentando las bases para el posterior éxito global con Hispanic Soul en 1991.

## Contexto y producción
Misión: La Cima fue grabado en 1990 y representó un paso crucial en la evolución artística de Vico C. El álbum experimentó con diversos estilos musicales, fusionando el hip hop tradicional con elementos de electro, merengue, pop rap y hip-house, demostrando la versatilidad del artista puertorriqueño.
El álbum fue la primera pieza clave para la internacionalización del rap en español, estableciendo a Vico C como pionero del género en el mundo hispano. La producción se destacó por incorporar elementos novedosos como baladas rap, algo revolucionario para la época, especialmente con el tema «Me acuerdo». El álbum experimentó con diversos estilos incluyendo reggae, calipso, eurodance rap y rap en español puro.

## Recepción e impacto
El álbum tuvo una gran acogida en el Caribe y el continente americano, consolidando la carrera de Vico C a nivel internacional. La canción «Me acuerdo» se convirtió en un fenómeno cultural, siendo considerada como una de las primeras baladas rap en español y una de las canciones de hip hop latino más trascendentes de la historia.
El éxito del álbum preparó el terreno para el lanzamiento de Hispanic Soul en 1991, que consolidaría definitivamente la proyección internacional de Vico C y establecería las bases del reguetón moderno.

### "Viernes 13 Part II (Jason Is Back)"
Esta canción representa la continuación directa de la narrativa iniciada en "Viernes 13" del álbum anterior. La secuela desarrolla los eventos posteriores al enfrentamiento en el Joseph Café, donde Jason había sido aparentemente neutralizado pero regresa con la amenaza "Ya nos veremos, así que pendientes".
La historia se expande geográficamente, llevando la persecución desde Puerto Rico hasta África, incorporando elementos como una boda interrumpida, un viaje accidental en barco, encuentros con tribus africanas y la aparición de personajes como Tarzan. Esta expansión narrativa demuestra la evolución del storytelling de Vico C, creando una saga cómica que trasciende fronteras geográficas y culturales.
La canción mantiene el tono humorístico del original mientras desarrolla una trama más compleja, incluyendo elementos de aventura y comedia que anticipan el estilo narrativo que Vico C perfeccionaría en producciones posteriores.
Varias de las canciones del álbum han sido versionadas por artistas contemporáneos en tributo a Vico C:
- «She Likes My Reggae» - Versionada por Jowell & Randy en 2014[3]
- «Me acuerdo» - Versionada por Ivy Queen para Vendetta: The Project (2015)[4] y por De La Ghetto para Mi movimiento (2018)[5]

La canción «Tony Presidio» fue posteriormente regrabada con una nueva versión para el álbum Aquel que había muerto (1998).

## Lista de canciones
| N.º | Título                               | Duración | Compositor(es) | Colaboraciones                            | Notas adicionales                                                                                      |
| --- | ------------------------------------ | -------- | -------------- | ----------------------------------------- | --- |
| A1  | «Misión: La cima»                    |          | Vico C         |                                           | Canción título del álbum                                                                               |
| A2  | «Mundo artificial»                   |          | Vico C         |                                           | Con gran pegada comercial                                                                              |
| A3  | «Me acuerdo»                         |          | Vico C         | Irene Flores (voz) Lizzy Estrella (coros) | Considerada una de las primeras baladas rap en español Resonó en todo el Caribe y continente americano |
| A4  | «She Likes My Reggae»                |          | Vico C         |                                           | Precursora del reguetón moderno                                                                        |
| B1  | «El filósofo»                        |          | Vico C         |                                           | Canción que le otorgó el apelativo "El Filósofo" a Vico C                                              |
| B2  | «Viernes 13 Part II (Jason Is Back)» |          | Vico C         |                                           | Secuela directa de "Viernes 13" del álbum anterior, continuando la narrativa cómica con Jason          |
| B3  | «Tony Presidio»                      |          | Vico C         |                                           | Posteriormente regrabada en Aquel que había muerto (1998)                                              |

## Personal

### Artistas principales
- Vico C - Voz principal, compositor
- DJ Negro - Scratches, colaboración artística

### Músicos y colaboradores
- Irene Flores - Voz en «Me acuerdo»
- Lizzy Estrella - Coros en «Me acuerdo»

### Producción
- Jorge Oquendo - productor, dirección
- Miguel Correa - productor, dirección
- L. Master Young - ingeniero, arreglos
- Joe Torres - mánager de giras, booking

### Arte y diseño
- Johnny Oquendo - dirección artística
- Ramon Feliciano - fotografía

## Información técnica
- Formato original: Vinilo LP, miniálbum
- Catálogo: Prime Records PRIME 1002
- País de origen: Puerto Rico
- Copyright: Prime Entertainment, Inc.
- Distribuido por: BM Records
- Ediciones especiales: El álbum fue reeditado en varios países, incluyendo Ecuador bajo el sello ONIX en 1991

### Estilos musicales
El álbum incorporó una notable diversidad de estilos:
- Turntablism - Técnicas avanzadas de DJ Negro
- Electro - Elementos de música electrónica
- Pop rap - Fusión accesible del rap con elementos pop
- Reggae - Influencias jamaicanas, especialmente en «She Likes My Reggae»
- Calipso - Elementos caribeños que se aprecian en la introducción de varias canciones
- Eurodance - Fusión temprana de rap con música dance europea

## Innovaciones musicales
Misión: La cima introdujo varios elementos novedosos al rap en español:
- Balada rap: «Me acuerdo» estableció un nuevo subgénero dentro del rap hispano, combinando narrativa emotiva con ritmos de hip hop
- Fusión de géneros caribeños: La incorporación de reggae y calipso demostró la capacidad del rap en español para adaptarse a ritmos caribeños tradicionales
- Eurodance rap: Experimentación temprana con elementos de música dance europea
- Narrativa cinematográfica: Especialmente en «Me acuerdo», donde se desarrolla una historia completa con un giro dramático final
- Técnicas de DJ avanzadas: DJ Negro incorporó scratches y técnicas de turntablism que elevaron la producción

## Fin de la colaboración y legado
Misión: La Cima marcó la última producción oficial del dúo "DJ Negro & Vico C", donde DJ Negro tenía prioridad en el crédito artístico debido a su rol como arreglista, inversor económico y creativo, además de que Vico C era el compositor de las canciones. Esta fórmula de colaboración había permanecido constante desde La Recta Final.
Tras este álbum, ambos artistas tomaron caminos separados que definirían el futuro de la música urbana. DJ Negro establecería su famosa discográfica "The Noise", que posteriormente se convertiría en una fábrica de cantantes legendarios del género urbano y reguetón. Por su parte, Vico C inició su carrera en solitario alcanzando fama internacional, honores, respeto y consolidando un legado como pionero del rap en español.

## Recepción crítica
El álbum fue aclamado por la crítica especializada como un trabajo pionero que expandió los límites del rap en español. La revista Pitchfork incluyó varias canciones del álbum en su lista de introducción a la música urbana, destacando su importancia histórica en el desarrollo del género.

## Videos oficiales
- «Me acuerdo» - Dirigido por Jorge Oquendo, fue uno de los primeros videos de rap en español en recibir rotación en canales de televisión